# Osiedle Wczasowe
Osiedle Wczasowe – osiedle mieszkaniowe położone w południowej części Ełku nad jeziorem Selmęt Mały. Przeważającą formę architektoniczną stanowi zabudowa jednorodzinna. Jest obok osiedla Pod Lasem jednym z dwóch najmniejszych osiedli Ełku. Przez mieszkańców Ełku jest często traktowane jako integralna część Szyby.